# Дворац Шенонсо
Дворац Шенонсо (фр. Château de Chenonceau) је дворац на води близу малог села Шенонсо у француском департману Ендр и Лоара. Изглед садашњег дворца пројектовао је француски ренесансни архитекта Филбер Делорм.
Шенонсо се налази у срцу Турене, око 12 километара јужно од реке Лоаре. Овај дворац годишње посети око милион туриста, па је уз Версај ово један од најпосећенијих двораца Француске. Шенонсо се међу дворцима на Лоари сматра за „дамски дворац“ (Château des Dames), јер су му жене обележиле историју. 
Саграђен је на месту где се некада налазио млин на реци Шер. Први пут се помиње у писаним документима у 11. веку. У посед француских краљева ово имање је дошло у првој половини 16. века. 
Дворац наткриљује северну обалу реке Шер, док касније дограђена галерија премошћава реку. Изглед дворца је рађен по укусу Дијане од Поатјеа, док је за изглед галерије заслужна Катарина Медичи. 
Зграда дворца је напуштена крајем 17. века. Године 1733. купио ју је богати порезник Клод Дупен. Његова жена Лујза је оживела ово здање и од њега направила место за окупљање књижевне и интелектуалне елите. Дупенови наследници су 1864. продали Шенонсо хемичару Теофилу-Жилу Пелузу, чија је супруга Маргарита уложила цело породично благо у рестаурацију дворца. Власници од 1951, фамилија Меније, наставили су са овим активностима. 
Дворац се састоји од готово квадратне зграде за становање, која је на југу повезана са галеријом. Северно од здања налази се много старија кула на острву окруженом јарковима, док се са њене источне и западне стране две ренесансне баште. Ту је и некадашње пољопривредно добро, оранжерија и зграда са бироима. Комплекс зграда је 1840. проглашен за национални споменик, чије су баште такође заштићене од 1962.  